# Thymiacris
Thymiacris is een geslacht van rechtvleugeligen uit de familie veldsprinkhanen (Acrididae). De wetenschappelijke naam van dit geslacht is voor het eerst geldig gepubliceerd in 1937 door Willemse.

## Soorten
Het geslacht Thymiacris  is monotypisch en omvat slechts de volgende soort:
- Thymiacris multicolor (Willemse, 1937)